# Pegu-Joma
Pegu-Joma (Pegu-Roma, Pegu Yoman) ist ein Gebirge in Myanmar (Birma).
Es trennt die Flusstäler des Sittaung und des Irrawaddy und erstreckt sich von Jemethin im oberen Birma bis fast an den Golf von Martaban. An seiner westlichen Seite setzt es sich bis an das Delta des Irrawaddy fort.
Auf einem letzten hügeligen Ausläufer im Südwesten erhebt sich die Shwedagon-Pagode in Rangun.
In seinem äußersten Norden liegt der 1518 m hohe erloschene Vulkan Mount Popa, die höchste Erhebung der Gebirgskette.